# Nordtend
Nordtend var ett nordiskt kooperativt kemiskt-tekniskt företag, bildat 1976 genom sammanslagning av flera kooperativa tillverkare. Det tillverkade tvättmedel och diskmedel under märken som Tend och Flink.
Nordtends svenska gren Helios hade kommit till Kooperativa förbundet 1948 när man köpte Henkels fabriker i Sverige.

## Historik
Nordtend bildades genom en sammanslagning av de nordiska konsumentkooperationernas kemisk-tekniska fabriker, inklusive Helios i Sverige, Nordkronen i Norge samt TEO och Nordspray i Finland. Förslag till sammanslagningen kom från samarbetsorganisationen Nordisk andelsforbund. Sammanslagningen genomfördes den 1 juli 1976. Ägarandelarna var mot slutet av 1970-talet KF 39,8%, FDB 23%, SOK 14%, OTK 13%, NKL 10% och SÍS 0,2%.
Sammanslagningen gjordes för att möta konkurrensen från multinationella koncerner. Nordkronen och Nordspray som uppgick i Nordtend hade sedan tidigare i mindre del ett nordiskt samägande. Tidigare hade liknande samordning skapat det gemensamma konfektyrföretaget Nordchoklad.
Helios direktör Evert Walléus hade lett utredningen som ledde till fusionen. Walléus blev även Nordtends förste koncernchef. Han efterträddes 1983 av Olof Vannerus som kom från konkurrenten AB Sunlight.
Under 1976 lanserade Nordtend produktlinjen Minirisk med allergivänliga produkter.
År 1986 blev Nordtend ett dotterbolag till KF-ägda Karlshamns Oljefabriker. År 1988 avyttrades delar av företaget till finländska Hackman. I december 1989 såldes hela företaget till Hackman.